# Северо-Восточное Онтарио
Се́веро-Восто́чное Онта́рио — часть канадской провинции Онтарио, расположенная севернее и восточнее озёр Гурон и Верхнее.
Для различных целей округ Парри-Саунд и район Мускока (выделенные на карте) рассматриваются частью Северо-Восточного Онтарио, хотя географически находятся в Центральном Онтарио.
Северо-Западное и Северо-Восточное Онтарио вместе образуют Северное Онтарио. Важное различие между этими областями заключается в том, что в Северо-Восточном Онтарио значимую часть жителей составляют франко-онтарийцы, приблизительно 25 процентов жителей региона считают родным языком французский (против 3,2 % на северо-западе области).

## Администратичное деление

### Регионы
Область состоит из округов Алгома, Кокран, Манитулин, Ниписсинг, Садбери, Тимискаминг и города Большого Садбери.

### Города
В Северо-Восточном Онтарио шесть городов: Большой Садбери, Су-Сент-Мари, Норт-Бей, Тимминс, Элиот-Лейк, Темискаминг-Шорес.

### Численность населения
| Численность населения    | Численность населения | Численность населения | Численность населения | Численность населения | Численность населения | Численность населения |
| Округа                   | 2006                  | ±                     | 2001                  | ±                     | 1996                  |                       |
| ------------------------ | --------------------- | --------------------- | --------------------- | --------------------- | --------------------- | --------------------- |
| Северо-Восточное Онтарио | 510 326               | −3,3 %                | 512 007               | −5,6 %                | 542 248               |                       |
| Округ Алгома             | 117 461               | −0,9 %                | 118 567               | −5,5 %                | 125 455               |                       |
| Округ Кокран             | 82 503                | −3,2 %                | 85 247                | −8,6 %                | 93 240                |                       |
| Большой Садбери          | 157 909               | 1,7 %                 | 155 268               | −6,1 %                | 165 336               |                       |
| Манитулин                | 13 090                | 3,2 %                 | 12 679                | 7,9 %                 | 11 747                |                       |
| Ниписсинг                | 84 688                | 2,1 %                 | 82 910                | −2,3 %                | 84 832                |                       |
| Садбери                  | 21 392                | −6,6 %                | 22 894                | −3,9 %                | 23 831                |                       |
| Тимискаминг              | 33 283                | −3,4 %                | 34 442                | −8,9 %                | 37 807                |                       |